# Малики
Ма́лики — село в Україні, в Пришибській сільській громаді Кременчуцького району Полтавської області. Населення становить 47 осіб.

## Географія
Село Малики знаходиться за 3 км від правого берега річки Сухий Кобелячок, за 2 км від села Кобелячок.